# Mycetophila xamasensis
Mycetophila xamasensis är en tvåvingeart som beskrevs av Lane 1955. Mycetophila xamasensis ingår i släktet Mycetophila och familjen svampmyggor. Inga underarter finns listade i Catalogue of Life.